# Nevena Jovanović
Nevena Jovanović (Kraljevo, 30 de junho de 1990) é uma basquetebolista profissional sérvia, medalhista olímpica.

## Carreira
Nevena Jovanović integrou Seleção Sérvia de Basquetebol Feminino, na Rio 2016, conquistando a medalha de bronze.